# يوشيتو كيشي
يوشيتو كيشي (بالإنجليزية: Yoshito Kishi)‏ هو كيميائي وبروفيسور ياباني، ولد في 13 أبريل 1937 في ناغويا في اليابان.